# شکربوته چیمانیمانی
شکربوته چیمانیمانی (نام علمی: Protea enervis) نام یک گونه از سرده شکربوته‌ها است.